# Вершини
Вершини — селище в Україні, у Городнянській міській громаді Чернігівського району Чернігівської області. До 2020 — орган місцевого самоврядування — Ваганицька сільська рада. Населення становить 15 осіб (станом на 2001 рік).
Селище розташоване на північному сході Чернігівського району.

## Географія
| Клімат Вершин           | Клімат Вершин | Клімат Вершин | Клімат Вершин | Клімат Вершин | Клімат Вершин | Клімат Вершин | Клімат Вершин | Клімат Вершин | Клімат Вершин | Клімат Вершин | Клімат Вершин | Клімат Вершин | Клімат Вершин |
| Показник                | Січ.          | Лют.          | Бер.          | Квіт.         | Трав.         | Черв.         | Лип.          | Серп.         | Вер.          | Жовт.         | Лист.         | Груд.         | Рік           |
| Середній максимум, °C   | −3,9          | −2,4          | 2,8           | 12,3          | 19,9          | 22,8          | 24,1          | 23,2          | 18,1          | 11,0          | 3,5           | −1            | 10,9          |
| Середня температура, °C | −7,1          | −5,7          | −0,8          | 7,8           | 14,5          | 17,5          | 18,9          | 17,8          | 13,1          | 7,0           | 1,1           | −3,6          | 6,7           |
| Середній мінімум, °C    | −10,2         | −8,9          | −4,3          | 3,3           | 9,1           | 12,3          | 13,7          | 12,5          | 8,1           | 3,1           | −1,3          | −6,1          | 2,6           |
| Норма опадів, мм        | 41            | 32            | 32            | 41            | 46            | 78            | 82            | 62            | 48            | 41            | 48            | 48            | 599           |
| ----------------------- | ------------- | ------------- | ------------- | ------------- | ------------- | ------------- | ------------- | ------------- | ------------- | ------------- | ------------- | ------------- | ------------- |
| Джерело:                |               |               |               |               |               |               |               |               |               |               |               |               |               |

## Історія
12 червня 2020 року, відповідно до розпорядження Кабінету Міністрів України № 730-р від «Про визначення адміністративних центрів та затвердження територій територіальних громад Чернігівської області», село увійшло до складу Городнянської міської громади.
19 липня 2020 року, в результаті адміністративно-територіальної реформи та ліквідації Городнянського району, селище увійшло до складу Чернігівського району.

## Населення
Станом на 1989 рік у селищі проживали 25 осіб, серед них — 9 чоловіків і 16 жінок.
За даними перепису населення 2001 року у селищі проживали 15 осіб. Рідною мовою назвали:
| Мова       | Кількість осіб | Відсоток |
| ---------- | -------------- | -------- |
| українська | 15             | 100,00 % |